# Cancellidium applanatum
Cancellidium applanatum är en svampart som beskrevs av Tubaki 1975. Cancellidium applanatum ingår i släktet Cancellidium, ordningen köttkärnsvampar, klassen Sordariomycetes, divisionen sporsäcksvampar och riket svampar.   Inga underarter finns listade i Catalogue of Life.